# آن ماری سلینکو
آن‌ماری سلینکو (به آلمانی: Annemarie Selinko) رمان‌نویسی اتریشی بود.

## زندگی‌نامه
وی در بین سال‌های ۱۹۳۰ تا ۱۹۵۰ رمان‌های پرفروشی را در آلمان به چاپ رساند. اگر چه او اصلیتی اتریشی داشت ولی در سال ۱۹۳۹، در آغاز جنگ جهانی دوم، به همراه همسر دانمارکی اش به دانمارک پناهنده شد. چهار سال بعد از این واقعه، آن‌ها دانمارک را به مقصد سوئد ترک کردند و به آنجا پناهنده شدند. در آنجا شروع به نویسندگی و روزنامه‌نگاری کرد.
تعداد زیادی از رمان‌های او به فیلم تبدیل شده و به زبان‌های زیادی نیز ترجمه شده‌اند. آخرین اثر او دزیره بود که در سال ۱۹۵۱ در آلمان منتشر شد و شامل رویدادهای زندگی دزیره کلاری نامزد ناپلئون بناپارت- که بعدها همسر ژان باتیست ( کارل چهاردهم پادشاه سوئد و نروژ ) و شهبانوی(ملکه )سوئد و نروژ شد می‌باشد.
فیلمی نیز بر اساس این رمان با بازی مارلون براندو و جین سیمونز ساخته شده‌است.

## رمان‌ها
- Ich war ein häßliches Mädchen (I Was an Ugly Girl), Vienna: Kirschner Verlag, 1937; Made into a film, West Germany, 1955.
- Morgen wird alles besser (Tomorrow is Always Better), 1941; Made into a film, Morgen gaat het beter, Netherlands, 1939
- Heute heiratet mein Mann (My Husband Marries Today), 1943; Made into a film, West Germany, 1956.
- Désirée, 1952; Made into a film, U.S. , 1954.